# Wiktor Rajewicz
Wiktor Rajewicz (ur. 10 kwietnia 2000 w Zielonej Górze) – polski koszykarz występujący na pozycji rozgrywającego, obecnie zawodnik MKS-u Dąbrowa Górnicza.
25 sierpnia 2021 dołączył do MKS-u Dąbrowa Górnicza.

## Osiągnięcia
Stan na 28 grudnia 2022.

### Drużynowe
Seniorskie
- Zwycięzca międzynarodowych rozgrywek Pucharu Alpe Adria (2021/2022)

Młodzieżowe
- Brązowy medalista mistrzostw Polski juniorów starszych (2020)[2]

### Indywidualne
- Zaliczony do I składu kolejki EBL (6 – 2022/2023)[3]

### Reprezentacja
- Uczestnik mistrzostw Europy U–16 (2016 – 15. miejsce)